# Flaga Sopotu
Flaga Sopotu – jeden z symboli miasta Sopotu w postaci flagi. 

## Wygląd i symbolika
Flagą miasta Sopot jest prostokątny płat tkaniny o proporcjach boków 5:8, obustronnie jednakowy, o dwóch poziomo ułożonych polach, błękitnym u góry i złotym u dołu. Proporcje szerokości pola błękitnego do złotego wynoszą 1:1. Pośrodku pola flagowego są umieszczone pochodzące z herbu miasta – biała mewa i biała ryba.

## Historia
Pierwsza flaga Sopotu została ustanowiona w 1904, wraz z nadaniem herbu miejscowości. Nie było na niej symboli z herbu miasta jedynie dwa poziomo ułożone pola: błękitne u góry i złote u dołu. Po II wojnie światowej przestała być używana. Dopiero Jerzy Cisłak w 1994 przypomniał o jej istnieniu i zaproponował ponowne jej ustanowienie. Zespół pod przewodnictwem prof. Błażeja Śliwińskiego na zlecenie miasta przygotował nowe projekty herbu i flagi, do przedwojennej wersji flagi dodano godło herbowe miasta. Taki wzór został przyjęty przez radnych miejskich w 1995.